# Ривалство Федерера и Надала
Роџер Федерер из Швајцарске и Рафаел Надал из Шпаније су професионални тенисери који су до сада играли 40 пута, Шпанац води у укупном скору 24-16. Многи тениски стручњаци и навијачи сматрају да је ово најбоље ривалство у историји тениса. Део је ривалства у тенису које чине још ривалство Ђоковића и Надала и ривалство Ђоковића и Федерера.

## Историја Ривалства

### 2004-2008.
Федерер и Надал су играли свој први меч 2004. године у 3.колу Мајами мастерса. Тада седамнаестогодишњи Надал је изненађујуће лако победио првог тенисера света Федерера. Други меч су одиграли такође у Мајамију 2005. које је Федерер добио са 3-2 после заостатка од 0-2. Нешто касније те године играли су у полуфиналу Ролан Гароса и то је био њихов први сусрет на гренд слем турниру и први на шљаци. Надал је победио у четири сета на путу ка освајању свог првог гренд слем трофеја.
2006. године су одиграли шест мечева. Надал је добио прва четири, почевши са финалом турнира у Дубаију.
Шпанац је наставио са победама у финалима мастерса у Монте Карлу и Риму. Своје прво гренд слем финале су одиграли те године на Ролан Гаросу и Надал је добио 3-1. Потом су играли у финалу Вимблдона, где је Федерер победио истим резултатом у сетовима. На Мастерс купу крајем те године, Федерер је победио Надала у полуфиналу на путу до своје треће титуле на том турниру.
У 2007. години, Федерер и Надал су се састали пет пута и Федерер је добио три од тих пет дуела. Другу годину заредом играли су три финала на шљаци: два на Мастерс турнирима и један на Ролан Гаросу. Надал је победио у Монте Карлу, а Федерер у Хамбургу. Федерер је тим тријумфом успео по први пут да победи Надала на шљаци, истовремено прекинувши Надалов рекордни низ од 81 узастопне победе на тој подлози. Следећи сусрет им је био у финалу Ролан Гароса у којем је Надал победио 3-1 као и претходне године. Потом су играли дугачко петосетовно финале Вимблдона и полуфинале Мастерс Купа које је трајало мање од сат времена. У оба меча је тријумфовао Федерер.
Надал и Федерер су 2008. године одиграли четири меча и Надал је добио сва четири. Трећу годину заредом играли су два Мастерс финала на шљаци и финале Ролан Гароса, све репризе прошлогодишњих сусрета. Надал је победио у Монте Карлу и Хамбургу у конкурентним мечевима, док је финале Ролан Гароса било сасвим једнострано и завршило се Надаловим тријумфом после само сат и 48 минута игре. Последњи меч који су одиграли те сезоне је било финале Вимблдона, исто као и претходне три године. И поред тога што је Швајцарац успео да изједначи резултат после заостатка од 2-0 у сетовима, Надал је ипак по први пут тријумфовао над Швајцарцем у Лондону резултатом, 6:4, 6:4, 6:7(5), 6:7(8), 9:7. У питању је било најдуже финале у историји Вимблдона (трајало је 4 сата и 48 минута) и сматра се најбољим тениским мечом икада. Касније те године, захваљујући добрим резултатима, Надал је по први пут сменио Федерера на првом месту АТП листе.

### 2009-2012.
На почетку 2009. године, Федерер и Надал су по први пут играли финале Отвореног првенства Аустралије у тенису, меч који је трајао 4 сата и 23 минута где је победу однео Надал у пет сетова. После тога су се састали у финалу Мадрида које је добио Федерер у два сета.
Следеће 2010. године, Федерер и Надал су опет играли два пута. Надал се реванширао за пораз од претходне године у Мадриду, победом у финалу, 6:4, 7:6(5). Други меч је Федерер добио 2-1 у сетовима на Мастерс купу у Лондону.
2011. Федерер и Надал су одиграли четири меча. Прво су играли на Мастерсу у Мајамију где је Надал убедљиво славио 2-0, а затим у полуфиналу Мадрида где је у неизвеснијем мечу Надал победио 2-1. У финалу Ролан Гароса те године, Надал је освојио шести трофеј чиме се изједначио са чувеним Бјерном Боргом по броју титула на том турниру. Федерер је добио сет у том финалу. Последњи меч су одиграли у групној фази Мастерс купа где је Федерер победио 6:3, 6:0. Иначе, 2011. се по први пут од 2004. десило да ни Федерер, ни Надал нису заузели прво место на крају године (ту позицију је преузео Новак Ђоковић).
2012. године, Надал је по други пут победио Федерера на Аустралијан опену и то у полуфиналу са 3-1, али је Федерер узвратио на Индијан Велс Мастерсу са победом од 2-0.

### 2013-2017.
2013. су Федерер и Надал одиграли четири меча и сва четири је добио Надал. Састали су се на три Мастерса: у четвртфиналу Индијан Велса и финалу Рима је Надал славио 2-0, а у четвртфиналу Синсинатија је Федерер освојио једини сет, али изгубио меч, 7:5, 4:6, 3:6. На крају сезоне су се састали на Мастерс купу у Лондону где је Надал победио у полуфиналу, 7:5, 6:3.
Следеће три године су се састали само 2 пута: једном 2014. и једном 2015. На Аустралијан опену 2014, Надал је славио у полуфиналу у три сета. 2015. године су играли по први пут у Федереровом родном граду Базелу у финалу и Швајцарац је тај меч добио, 6:3, 5:7, 6:3. Ово је била Федерерова прва победа над Надалом још од 2012. Године 2016. нису одиграли ни један меч због лошијих партија и повреда оба играча.
У 2017. години, Федерер и Надал су поново кренули да доминирају у тенису. После неколико месеци паузе због повреда крајем 2016, обојица су успешно стигла до финала Аустралијан опена. Преокретом у петом сету, Федерер је добио тај меч и освојио своју 18. гренд слем титулу у каријери. По први пут још од Вимблдона 2007. је Федерер добио Надала у финалу једног гренд слема. На следећа два велика турнира су се опет састајали: у 4. колу Индијан Велс Мастерса и финалу Мајами Мастерса. Федерер је однео победу у оба меча са 2-0 у сетовима. Федерер је прескочио сезону на шљаци која је уследила, док је Надал наставио да ниже добре резултате на тој подлози и освојио Ролан Гарос, да би се Федерер вратио на почетку сезоне траве и однео титулу на Вимблдону. Због успеха у првом делу сезоне, Федерер и Надал су тенисери који су се први квалификовали на завршни турнир у сезони и убедљиво држе прве две позиције у трци за Лондон (Надал као први, Федерер као други).
Надал се вратио на прво место на свету после турнира у Синсинатију, док је Федерер заузео друго место после Ју-Ес опена. Њих двојица се налазе заједно на самом врху светске ранг листе по први пут још од 2011. Nadalovim trijumfom u Njujorku, trenutno drže sve četiri grend slem titule (prethodno im je to pošlo za rukom tokom 3 druge kalendarske godine: 2006, 2007 i 2010).
На Лејвер купу 2017, егзибиционом турниру чијем настанку је допринео Федереров менаџментски тим, Федерер и Надал су се нашли на истој страни мреже по први пут икада. Играјући за тим Европе, Федерер и Надал су се (у комбинацији која је популарно добила назив Федал јунајтед) састали са Америчким паром Џек Сок/Сем Квери и успели су да добију тај дуел у супер тај-брејку трећег сета, 6:4, 1:6, [10:5].
Четврти дуел 2017. између Федерера и Надала се десио у финалу Шангај Мастерса. Федерер је остао непоражен првоти Надала у њиховом петом узастопном дуелу, а Шпанац му није одузео сервис још од финала Аустралијан опена. Федерер је овим тријумфом остао у конкуренцији да преузме прво место од Надала до краја године.

## Листа мечева
Резултати са мечева АТП турнира, Дејвис купа и главног жреба Гренд слем турнира.
| Легенда (2004–2008)             |
| Гренд слем турнири              |
| Мастерс куп                     |
| АТП мастерс серија              |
| АТП Интернационална серија Голд |
| АТП Интернационална серија      |
| Дејвис куп                      |

| Легенда (2009–убудуће) |
| Гренд слем турнири     |
| АТП Мастерс финале     |
| АТП Мастерс 1000       |
| АТП 500 серија         |
| АТП 250 серија         |
| Дејвис куп             |

### Појединачно

#### Федерер-Надал (16-24)
| Број | Година | Турнир           | Подлога | Рунда        | Победник | Резултат                               | Време(сати:минута) | Сетови | Федерер | Надал |
| ---- | ------ | ---------------- | ------- | ------------ | -------- | -------------------------------------- | ------------------ | ------ | ------- | ----- |
| 1.   | 2004.  | Мајами           | Тврда   | 3.коло       | Надал    | 6–3, 6–3                               | 1:10               | 2/3    | 0       | 1     |
| 2.   | 2005.  | Мајами           | Тврда   | Финале       | Федерер  | 2–6, 6–7(4–7), 7–6(7–5), 6–3, 6–1      | 3:43               | 5/5    | 1       | 1     |
| 3.   | 2005.  | Ролан Гарос      | Шљака   | Полуфинале   | Надал    | 6–3, 4–6, 6–4, 6–3                     | 2:47               | 4/5    | 1       | 2     |
| 4.   | 2006.  | Дубаи            | Тврда   | Финале       | Надал    | 2–6, 6–4, 6–4                          | 1:53               | 3/3    | 1       | 3     |
| 5.   | 2006.  | Монте Карло      | Шљака   | Финале       | Надал    | 6–2, 6–7(2–7), 6–3, 7–6(7–5)           | 3:50               | 4/5    | 1       | 4     |
| 6.   | 2006.  | Рим              | Шљака   | Финале       | Надал    | 6–7(0–7), 7–6(7–5), 6–4, 2–6, 7–6(7–5) | 5:05               | 5/5    | 1       | 5     |
| 7.   | 2006.  | Ролан Гарос      | Шљака   | Финале       | Надал    | 1–6, 6–1, 6–4, 7–6(7–4)                | 3:02               | 4/5    | 1       | 6     |
| 8.   | 2006.  | Вимблдон         | Трава   | Финале       | Федерер  | 6–0, 7–6(7–5), 6–7(2–7), 6–3           | 2:58               | 4/5    | 2       | 6     |
| 9.   | 2006.  | Шангај           | Тврда   | Полуфинале   | Федерер  | 6–4, 7–5                               | 1:53               | 2/3    | 3       | 6     |
| 10.  | 2007.  | Монте Карло      | Шљака   | Финале       | Надал    | 6–4, 6–4                               | 1:35               | 2/3    | 3       | 7     |
| 11.  | 2007.  | Хамбург          | Шљака   | Финале       | Федерер  | 2–6, 6–2, 6–0                          | 1:55               | 3/3    | 4       | 7     |
| 12.  | 2007.  | Ролан Гарос      | Шљака   | Финале       | Надал    | 6–3, 4–6, 6–3, 6–4                     | 3:10               | 4/5    | 4       | 8     |
| 13.  | 2007.  | Вимблдон         | Трава   | Финале       | Федерер  | 7–6(9–7), 4–6, 7–6(7–3), 2–6, 6–2      | 3:45               | 5/5    | 5       | 8     |
| 14.  | 2007.  | Шангај           | Тврда   | Полуфинале   | Федерер  | 6–4, 6–1                               | 0:59               | 2/3    | 6       | 8     |
| 15.  | 2008.  | Монте Карло      | Шљака   | Финале       | Надал    | 7–5, 7–5                               | 1:43               | 2/3    | 6       | 9     |
| 16.  | 2008.  | Хамбург          | Шљака   | Финале       | Надал    | 7–5, 6–7(3–7), 6–3                     | 2:52               | 3/3    | 6       | 10    |
| 17.  | 2008.  | Ролан Гарос      | Шљака   | Финале       | Надал    | 6–1, 6–3, 6–0                          | 1:48               | 3/5    | 6       | 11    |
| 18.  | 2008.  | Вимблдон         | Трава   | Финале       | Надал    | 6–4, 6–4, 6–7(5–7), 6–7(8–10), 9–7     | 4:48               | 5/5    | 6       | 12    |
| 19.  | 2009.  | Аустралијан опен | Тврда   | Финале       | Надал    | 7–5, 3–6, 7–6(7–3), 3–6, 6–2           | 4:23               | 5/5    | 6       | 13    |
| 20.  | 2009.  | Мадрид           | Шљака   | Финале       | Федерер  | 6–4, 6–4                               | 1:26               | 2/3    | 7       | 13    |
| 21.  | 2010.  | Мадрид           | Шљака   | Финале       | Надал    | 6–4, 7–6(7–5)                          | 2:10               | 2/3    | 7       | 14    |
| 22.  | 2010.  | Лондон           | Тврда   | Финале       | Федерер  | 6–3, 3–6, 6–1                          | 1:37               | 3/3    | 8       | 14    |
| 23.  | 2011.  | Мајами           | Тврда   | Полуфинале   | Надал    | 6–3, 6–2                               | 1:18               | 2/3    | 8       | 15    |
| 24.  | 2011.  | Мадрид           | Шљака   | Полуфинале   | Надал    | 5–7, 6–1, 6–3                          | 2:36               | 3/3    | 8       | 16    |
| 25.  | 2011.  | Ролан Гарос      | Шљака   | Финале       | Надал    | 7–5, 7–6(7–5), 5–7, 6–1                | 3:40               | 4/5    | 8       | 17    |
| 26.  | 2011.  | London           | Тврда   | Групна Фаза  | Федерер  | 6–3, 6–0                               | 1:00               | 2/3    | 9       | 17    |
| 27.  | 2012.  | Аустралијан опен | Тврда   | Полуфинале   | Надал    | 6–7(5–7), 6–2, 7–6(7–5), 6–4           | 3:42               | 4/5    | 9       | 18    |
| 28.  | 2012.  | Индијан Велс     | Тврда   | Полуфинале   | Федерер  | 6-3, 6-4                               | 1:34               | 2/3    | 10      | 18    |
| 29.  | 2013.  | Индијан Велс     | Тврда   | Четвртфинале | Надал    | 6-4, 6-2                               | 1:24               | 2/3    | 10      | 19    |
| 30.  | 2013.  | Рим              | Шљака   | Финале       | Надал    | 6-1, 6-2                               | 1:09               | 2/3    | 10      | 20    |
| 31.  | 2013.  | Синсинати        | Тврда   | Четвртфинале | Надал    | 5-7, 6-4, 6-3                          | 2:14               | 3/3    | 10      | 21    |
| 32.  | 2013.  | Лондон           | Тврда   | Полуфинале   | Надал    | 7–5, 6–3                               | 1:19               | 2/3    | 10      | 22    |
| 33.  | 2014.  | Аустралијан опен | Тврда   | Полуфинале   | Надал    | 7–6(7–3), 6–3, 6–3                     | 2:24               | 3/5    | 10      | 23    |
| 34.  | 2015.  | Базел            | Тврда   | Финале       | Федерер  | 6–3, 5–7, 6–3                          | 2:03               | 3/3    | 11      | 23    |
| 35.  | 2017.  | Аустралијан опен | Тврда   | Финале       | Федерер  | 6-4, 3-6, 6-1, 3-6, 6-3                | 3:38               | 5/5    | 12      | 23    |
| 36.  | 2017.  | Индијан Велс     | Тврда   | 4. коло      | Федерер  | 6-2, 6-3                               | 1:08               | 2/3    | 13      | 23    |
| 37.  | 2017.  | Мајами           | Тврда   | Финале       | Федерер  | 6-3, 6-4                               | 1:35               | 2/3    | 14      | 23    |
| 38.  | 2017.  | Шангај           | Тврда   | Финале       | Федерер  | 6-4, 6-3                               | 1:12               | 2/3    | 15      | 23    |
| 39.  | 2019.  | Ролан Гарос      | Шљака   | Полуфинале   | Надал    | 6-3, 6-4, 6-2                          | 2:25               | 3/5    | 15      | 24    |
| 40.  | 2019.  | Вимблдон         | Трава   | Полуфинале   | Федерер  | 7–6(7–3), 1–6, 6–3, 6-4                | 3:02               | 4/5    | 16      | 24    |

### Парови

#### Federer–Nadal (1-2)
| Број | Година | Турнир       | Подлога | Рунда      | Победници        | Резултат      | Противници       | Федерер | Надал |
| ---- | ------ | ------------ | ------- | ---------- | ---------------- | ------------- | ---------------- | ------- | ----- |
| 1.   | 2004.  | Индијан Велс | Тврда   | 2 коло     | Надал/Робредо    | 5–7, 6–4, 6–3 | Федерер/Алегро   | 0       | 1     |
| 2.   | 2007.  | Рим          | Шљака   | 2 коло     | Надал/Моја       | 6–4, 7–6(7–5) | Федерер/Вавринка | 0       | 2     |
| 3.   | 2011.  | Индијан Велс | Тврда   | Полуфинале | Федерер/Вавринка | 7–5, 6–3      | Надал/М. Лопез   | 1       | 2     |

## Анализа мечева
- Сви мечеви: Надал води 24–16
- Сва финала: Надал води 14–10
- Гренд слем мечеви: Надал води 10–4
- Гренд слем финала: Надал води 6–3
- АТП Мастерс Куп мечеви: Федерер води 4–1
- АТП Мастерс Куп финала: Федерер води 1–0
- АТП Мастерс 1000 мечеви: Надал води 12–7
- АТП Мастерс 1000 финала: Надал води 7–5
- Мечеви играни у 3 сета: Надал води 12–11
- Мечеви играни у 5 сетова: Надал води 12–5
- Мечеви где су одиграни свих 5 сетова: нерешено 3–3
- Парови: Надал води 2–1

### Резултати по подлогама
- Шљака: Надал води 14–2
- Тврда: Федерер води 11-9
  - На отвореном: Надал води 9-7
  - У дворани: Федерер води 5-1
- Трава: Федерер води 3–1

## Биланс на Гренд слем турнирима
- Затамњено = играчи су се сусрели на том турниру

### 1999–2004.
| Играч         | 1999 | 1999 | 1999 | 1999 | 2000 | 2000 | 2000 | 2000 | 2001 | 2001 | 2001 | 2001 | 2002 | 2002 | 2002 | 2002 | 2003 | 2003 | 2003 | 2003 | 2004 | 2004 | 2004 | 2004 |
| ------------- | ---- | ---- | ---- | ---- | ---- | ---- | ---- | ---- | ---- | ---- | ---- | ---- | ---- | ---- | ---- | ---- | ---- | ---- | ---- | ---- | ---- | ---- | ---- | ---- |
| Играч         | АУС  | ФРА  | ВИМ  | САД  | АУС  | ФРА  | ВИМ  | САД  | АУС  | ФРА  | ВИМ  | САД  | АУС  | ФРА  | ВИМ  | САД  | АУС  | ФРА  | ВИМ  | САД  | АУС  | ФРА  | ВИМ  | САД  |
| Роџер Федерер | KV   | 1К   | 1К   | КВ   | 3К   | 4К   | 1К   | 3К   | 3К   | ЧФ   | ЧФ   | 4К   | 4К   | 1К   | 1К   | 4К   | 4К   | 1К   | П    | 4К   | П    | 3К   | П    | П    |
| Рафаел Надал  |      |      |      |      |      |      |      |      |      |      |      |      |      |      |      |      | Н    | Н    | 3К   | 2К   | 3К   | Н    | Н    | 3К   |

### 2005–2010.
| Играч         | 2005 | 2005 | 2005 | 2005 | 2006 | 2006 | 2006 | 2006 | 2007 | 2007 | 2007 | 2007 | 2008 | 2008 | 2008 | 2008 | 2009 | 2009 | 2009 | 2009 | 2010 | 2010 | 2010 | 2010 |
| ------------- | ---- | ---- | ---- | ---- | ---- | ---- | ---- | ---- | ---- | ---- | ---- | ---- | ---- | ---- | ---- | ---- | ---- | ---- | ---- | ---- | ---- | ---- | ---- | ---- |
| Играч         | АУС  | ФРА  | ВИМ  | САД  | АУС  | ФРА  | ВИМ  | САД  | АУС  | ФРА  | ВИМ  | САД  | АУС  | ФРА  | ВИМ  | САД  | АУС  | ФРА  | ВИМ  | САД  | АУС  | ФРА  | ВИМ  | САД  |
| Роџер Федерер | ПФ   | ПФ   | П    | П    | П    | Ф    | П    | П    | П    | Ф    | П    | П    | ПФ   | Ф    | Ф    | П    | Ф    | П    | П    | Ф    | П    | ЧФ   | ЧФ   | ПФ   |
| Рафаел Надал  | 4К   | П    | 2К   | 3К   | Н    | П    | Ф    | ЧФ   | ЧФ   | П    | Ф    | 4К   | ПФ   | П    | П    | ПФ   | П    | 4К   | Н    | ПФ   | ЧФ   | П    | П    | П    |

### 2011–2016.
| Играч         | 2011 | 2011 | 2011 | 2011 | 2012 | 2012 | 2012 | 2012 | 2013 | 2013 | 2013 | 2013 | 2014 | 2014 | 2014 | 2014 | 2015 | 2015 | 2015 | 2015 | 2016 | 2016 | 2016 | 2016 |
| ------------- | ---- | ---- | ---- | ---- | ---- | ---- | ---- | ---- | ---- | ---- | ---- | ---- | ---- | ---- | ---- | ---- | ---- | ---- | ---- | ---- | ---- | ---- | ---- | ---- |
| Играч         | АУС  | ФРА  | ВИМ  | САД  | АУС  | ФРА  | ВИМ  | САД  | АУС  | ФРА  | ВИМ  | САД  | АУС  | ФРА  | ВИМ  | САД  | АУС  | ФРА  | ВИМ  | САД  | АУС  | ФРА  | ВИМ  | САД  |
| Роџер Федерер | ПФ   | Ф    | ЧФ   | ПФ   | ПФ   | ПФ   | П    | ЧФ   | ПФ   | ЧФ   | 2К   | 4К   | ПФ   | 4К   | Ф    | ПФ   | 3К   | ЧФ   | Ф    | Ф    | ПФ   | Н    | ПФ   | Н    |
| Рафаел Надал  | ЧФ   | П    | Ф    | Ф    | Ф    | П    | 2К   | Н    | Н    | П    | 1К   | П    | Ф    | П    | 4К   | Н    | ЧФ   | ЧФ   | 2К   | 3К   | 1К   | 3К   | Н    | 4К   |

### 2017.-данас
| Играч         | 2017 | 2017 | 2017 | 2017 | 2018 | 2018 | 2018 | 2018 | 2019 | 2019 | 2019 | 2019 | 2020 | 2020 | 2020 | 2021 | 2021 | 2021 | 2021 | 2022 | 2022 |
| ------------- | ---- | ---- | ---- | ---- | ---- | ---- | ---- | ---- | ---- | ---- | ---- | ---- | ---- | ---- | ---- | ---- | ---- | ---- | ---- | ---- | ---- |
| Играч         | АУС  | ФРА  | ВИМ  | САД  | АУС  | ФРА  | ВИМ  | САД  | АУС  | ФРА  | ВИМ  | САД  | АУС  | САД  | ФРА  | АУС  | ФРА  | ВИМ  | САД  | АУС  | ФРА  |
| Роџер Федерер | П    | Н    | П    | ЧФ   | П    | Н    | ЧФ   | 4К   | 4К   | ПФ   | Ф    | ЧФ   | ПФ   | Н    | Н    | Н    | 4К   | ЧФ   | Н    | Н    | Н    |
| Рафаел Надал  | Ф    | П    | 4К   | П    | ЧФ   | П    | ПФ   | ПФ   | Ф    | П    | ПФ   | П    | ЧФ   | Н    | П    | ЧФ   | ПФ   | Н    | Н    | П    |      |